# Over the Rainbow
Over the Rainbow (Jenseits des Regenbogens, Musik Harold Arlen, Text E. Y. Harburg), manchmal auch Somewhere over the Rainbow genannt, ist eines der bekanntesten Lieder der späten 1930er Jahre. Es entstand zunächst als Teil der Filmmusik zum Musicalfilm Der Zauberer von Oz, entwickelte sich aber zum Evergreen.

## Analyse des Liedes

Over the Rainbow A-Teil (Vier Takte)

Harold Arlen schrieb Over the Rainbow mit einer Einleitung und einem 32-taktigen Refrain in A-A-B-A. Die Coda (Schlussteil) wird aus dem B-Teil abgeleitet.
Jeder A-Teil beginnt mit „Somewhere over the rainbow…“ („Irgendwo jenseits des Regenbogens“) und fährt dann fort, eine märchenhaft schöne Situation zu beschreiben, z. B. ein Land wie im Schlaflied, wo blaue Vögel (eigentlich: Hüttensänger) fliegen, die Himmel immer blau sind oder die Träume wahr werden. In der „Bridge“ (B-Teil) wird beschrieben, dass die Sängerin sich eines Tages etwas wünschen kann und es beim Aufwachen wahr sein wird.
Das Lied ist in Dur und beginnt mit der Oktave (gesungen auf dem Wort „Somewhere“). Die von hier erzeugte Spannung wird im achttaktigen Refrain langsam aufgelöst durch das Absenken der Melodik zurück zum Ausgangston über die wiederkehrenden Motive a) zwei aufsteigende Halbe (T. 1, 3 und 5) und b) eine in sich kreisende Viertel-Achtel-Viertel-Bewegung (T. 2, 6 und 7). Die Melodie hat Ähnlichkeiten zum Thema des 3. Satzes von Griegs Klavierkonzert. In der Tonart ist das Stück deutlich Dur-geprägt; wenige Moll-Akkorde unterstützen die musikalische Spannung.

## Wirkungsgeschichte
Der Titel wurde zwar ursprünglich für die Verfilmung des Romans Der Zauberer von Oz von 1939 geschrieben und dort von der jungen Judy Garland gesungen. Aber bereits wenige Tage nach der Filmpremiere (15. beziehungsweise 17. August 1939) waren vier Versionen des Liedes auf dem Markt, die alle innerhalb eines Monats in der angegebenen Reihenfolge die Top Ten und dort den angegebenen Platz erreichten:
- Glenn Miller and His Orchestra (Sänger: Ray Eberle, #1)
- Larry Clinton and His Orchestra (Sängerin: Bea Wain, #10)
- Bob Crosby and His Orchestra (Sängerin: Teddy Grace, #2)
- Judy Garland (mit Victor Young and His Orchestra, #5).

Da der Text neutral formuliert war, konnte er unverändert sowohl von Männern als auch von Frauen interpretiert werden.
1940 wurde er mit dem Academy Award for Best Music, Original Song (Oscar) ausgezeichnet. Das Lied führt die Liste der Songs of the Century der Recording Industry Association of America und der AFI’s 100 Years … 100 Songs des American Film Institutes an.
Zusammen mit Irving Berlins White Christmas wurde das Lied durch die US-amerikanischen Truppen im Zweiten Weltkrieg zum Symbol der Sehnsucht nach der Heimat adaptiert. Später diente der Titel als Hymne der Schwulenbewegung und als Inspirationsquelle für die Regenbogenfahne.

### Jazzstandard
Das Lied wurde auch von Jazzmusikern aufgegriffen und gehörte schnell zu den internationalen Jazzstandards. Die erste deutsche Version in englischer Sprache wurde vom Swing-Orchester Heinz Wehner im März 1940 in Berlin eingespielt, wobei Wehner auch die Gesangspartie übernahm. Auch Art Tatum, Ella Fitzgerald oder Louis Armstrong nahmen das Lied auf. Eine deutsche Fassung (Wenn Du in meinen Träumen) sang 1960 Inge Brandenburg. Der Altsaxofonist Art Pepper spielte das Stück oft live und nahm es wiederholt auf, darunter auch eine unbegleitete Soloimprovisation über die Harmonien des Liedes. Weitere bekannte Interpreten waren das Modern Jazz Quartet, Keith Jarrett und Les Paul. 1976 interpretierten es Sunny Murray, Byard Lancaster und David Murray (Wildflowers – The New York Jazz Loft Sessions).

### Weitere Interpreten
Als Pop- und Jazzstandard wurde Over the Rainbow von einer Vielzahl von Interpreten unterschiedlicher Stilrichtungen interpretiert. Zu den kommerziell erfolgreichsten Aufnahmen gehören:
- 1978: Mireille Mathieu (LP: Alle Kinder dieser Erde)
- 1980: Matchbox (D #42, UK #15)
- 1986: Rio Reiser am 27. Juli 1986 auf einem Festival gegen die geplante Wiederaufbereitungsanlage Wackersdorf[7]
- 1987: Barbra Streisand (Album One Voice)
- 1990: Israel Kamakawiwoʻole (in einem Medley mit What a Wonderful World) (erst posthum 2007: UK #44) (erst 2010: D #1, A #4, CH #3, FR #1)[8]
- 1994: Marusha (D #3, A #13, CH #2)
- 1996: Eva Cassidy (erst posthum 2001: UK #42)
- 1999: Me First and the Gimme Gimmes
- 2000: Cosmic Gate (D #29, CH #82)
- 2001: Eric Clapton, One More Car One More Rider
- 2004: Katherine Jenkins (Album Premiere)
- 2006: James Last (Tourneeprogramm 2006 und 2007)
- 2008: Cousin Leonard (Album InTheRaw-LIve in OZ)
- 2009: Melody Gardot (Album My One and Only Thrill, Sweden Album Charts #1, U.S. Billboard Top Jazz Albums #2)
- 2010: Jeff Beck (Album Emotion&Commotion D #30)
- 2010: Celtic Woman Wenn Du In Meinen Träumen Bei Mir Bist (Album Songs from the Heart)[9]
- 2012: Dame (Album Jetzt wird gezockt D #75)
- 2013: Helge Schneider (Album Sommer, Sonne, Kaktus)
- 2015: Joey Alexander (Album My Favorite Things), U.S. Billboard Jazz Album Charts #1
- 2019: Hein Simons (Album Lebenslieder), deutsche Version unter dem Titel "Wenn du in meinen Träumen"

In dem Album Face Value von Phil Collins sind die ersten Zeilen des Liedes auf der Auslaufspur der zweiten Seite zu hören.
Die Liste der Coverversionen weist für dieses Lied über 100 Eintragungen auf.